# Adriaan Pelt
 (octobre 2022).
Si vous disposez d'ouvrages ou d'articles de référence ou si vous connaissez des sites web de qualité traitant du thème abordé ici, merci de compléter l'article en donnant les références utiles à sa vérifiabilité et en les liant à la section « Notes et références ».
Pour les articles homonymes, voir Pelt.
Adriaan Pelt, né le 8 mai 1892 à Koog-sur-le-Zaan (Pays-Bas) et mort le 11 avril 1981 à Hermance (Suisse), est un journaliste, fonctionnaire international et diplomate néerlandais.
Diplômé de l'École libre des sciences politiques (actuel « Sciences Po »), il commence sa carrière en 1909 en tant que journaliste pour le De Telegraaf. Il couvre notamment la Première Guerre mondiale depuis Londres et Paris. 
De 1920 à 1940, il est fonctionnaire de Société des Nations, notamment comme chef de la Section d'information à partir de 1934. Dans ce cadre, il se rend en mission dans de nombreux lieux de conflits de l'entre-deux-guerres, tels que la Mandchourie et l'Inde.
Pendant la Seconde Guerre mondiale, il prend la tête du Bureau de presse du gouvernement néerlandais (actuel RVD), à Londres.
En 1945, il se rend à San Francisco avec la délégation néerlandaise pour aider à la rédaction de la Charte des Nations unies. Début 1946, après son élection au poste de Secrétaire général adjoint des Nations unies, il est Responsable des conférences et des services généraux de l'ONU, puis des questions européennes.
Le 10 décembre 1949, il est nommé Haut-commissaire des Nations unies en Libye. Sous son impulsion sont réunies les régions de Tripolitaine, de Cyrénaïque et du Fezzan pour former un le nouvel État libyen, avant son indépendance le 1er janvier 1952.
En avril 1952 et jusqu'à sa retraite en décembre 1957, il est directeur de l'Office européen des Nations unies à Genève.

## Publications (sélection)
- Adriaan Pelt: Libyan independence and the United Nations. A case of planned decolonization (Foreword by U Thant). Yale University Press, New Haven, 1970.  (ISBN 0300012160)
- Ismail Raghib Khalidi: Constitutional development in Libya (Foreword by A. Pelt). Beirut, 1956.